# Batchfil
Batchfiler är filer som beskriver jobb som en dator skall utföra självständigt, utan inblandning av användaren, i allmänhet så att arbetena läggs i en kö och utförs då de behövliga resurserna finns tillgängliga. Batchjobb är ofta av fundamental betydelse för stordatorer och stöds också av till exempel Unix. I operativsystem för persondatorer används termen batchfil för vissa skriptfiler.

## Batchjobb
Moderna datorsystem ger processortid turvis åt de program som körs på datorn så att programmen också på enprocessorsmaskiner ger intryck av att arbeta samtidigt. Detta är särskilt viktigt på fleranvändarsystem, men låter också exempelvis en klocka ticka framåt medan man arbetar med ett dokument. Eftersom de olika programmen ofta behöver olika resurser såsom processortid, hårddisk- eller nätaccess och ofta helt enkelt väntar på användaren, är denna tidsdelningsprincip också rätt effektiv vid interaktiv datoranvändning.
För en del uppgifter är det oväsentligt att få snabb respons, det viktiga är att arbetet i sin helhet blir slutfört inom rimlig tid. Till den del programmen använder samma resurser är det ofta oändamålsenligt att köra många program samtidigt: med färre program kan vart och ett av dem använda mera minne och den mindre mängden data gör att disk- och CPU-cache utnyttjas effektivare.
Ett operativsystem med gott stöd för batchjobb kan starta nya jobb då det finns fria resurser, så att tillgängliga resurser utnyttjas optimalt, ge batchjobben CPU-tid mer sällan men i större ransoner än till interaktiva processer och lägga batchjobb att vila då resurserna är knappa.
Unix stöder batchjobb genom ett kommando batch, som kör jobbet då processoranvändningen är låg, försök att fördela CPU-tiden ändamålsenligt och möjlighet att styra vissa arbeten till vissa processorer. Däremot saknas vanligen möjlighet att lägga ett arbete i vila helt och hållet, annat än genom för arbetet skräddarsydd kod.

## Batchfiler i DOS, OS/2 och Windows
I operativsystem för persondatorer kan begreppet batchfil användas för skript av viss typ, oberoende av hur de är avsedda att användas. Dessa enklare datorprogram har i MS-DOS och dess kloner, i OS/2 och i Microsoft Windows filändelsen .bat.
Batchfilens funktion kan i viss mån styras efter villkorssatser. Skriptspråket tillhandahåller enkla funktioner som goto-satser, men många skript består i allmänhet mestadels av anrop till andra externa program. Microsoft har utökat syntaxen med åren; språket som stöds i batchfiler hos Windows XP och Windows Server 2003 är betydligt kraftfullare än det som finns i MS-DOS, men samtidigt kan många gamla batchfiler från MS-DOS-epoken fortfarande köras i de modernare Windowsmiljöerna (förutsatt att de externa programmen fortfarande finns). Problemet är dock att syntaxen ändrats för en del interna kommandon såsom dir vilket gör att gamla filer som fungerat bra helt plötsligt kan sluta fungera.
Filen autoexec.bat är en speciell batchfil som hittas på de allra flesta datorer med MS-DOS eller Windows 9x. Autoexec.bat innehåller ofta de kommandon och inställningar som behövs för att konfigurera CD-ROM, ljudkort, cache, mus, tangentbord, datornätverk etc. Batchfilen exekveras som del av bootprocessen när datorn startas.